# Gruchet-le-Valasse
Gruchet-le-Valasse település Franciaországban, Seine-Maritime megyében. Lakosainak száma 3026 fő (2022. január 1.). Gruchet-le-Valasse Beuzevillette, Bolbec, Lanquetot, Lillebonne, Lintot, Saint-Antoine-la-Forêt és La Trinité-du-Mont községekkel határos.

## Népesség
A település népességének változása:
| Lakosok száma | 3091 | 3133 | 3198 | 3160 | 3163 | 3175 | 3123 | 3074 | 3026 |
|               | 2013 | 2015 | 2016 | 2017 | 2018 | 2019 | 2020 | 2021 | 2022 |